# 刺殺騎士團長
《刺殺騎士團長》（日语：騎士団長殺し）是日本作家村上春樹所著的一部長篇小說。其日文原版於2017年2月24日發佈。繁體中文版為賴明珠翻譯，2017年12月份由時報文化出版。簡體中文版為林少華翻譯，由上海译文出版社於2018年3月份出版，而英國版和美國版則在同年10月9日發行。

## 情節
主人公「我」是一位肖像畫家，被妻子在故事剛開始時離棄，他因此感到非常沮喪，並放棄了自己的繪畫事業，開始作長途旅行。當「我」的車拋錨後，他住進朋友的父親——雨田具彦的家中。雨田是一位著名畫家，但已因失智症而搬到療養院居住。「我」住進雨田家後在其家中的閣樓發現了一幅名叫《刺殺騎士團長》的畫作，裡邊描繪了莫札特歌劇《唐·喬望尼》的場景。「我」之後當上了村中的美術老師以維持生計，與此同時，其鄰居免色渉給了他一筆巨額資金，要求「我」為他畫一幅肖像。
有一晚，「我」在半夜聽到鐘響，於是聯同免色尋找聲音來源，後來他們發現鐘聲來自於一個被大石掩埋的坑洞裡。免色見狀便聘請建築工人移除岩石，並找到發出聲響的鐘鈴，但裡面除了鐘鈴之外便沒有其他東西。隨著關係進展，免色向「我」透露他懷疑一位名叫秋川麻里惠的少女是其女兒才會買下其房屋。在此同時，敲鐘的人「意念」亦向主人公揭露其身份——來自畫作中的兩英尺高「騎士團長」，他們之後一起拜訪免色的房子以查看其將近完成的肖像畫（儘管免色看不見「騎士團長」）。接著免色要求「我」畫一幅秋川的肖像，因為秋川是主人角美術班其中一位學生之故，所以免色亦有機會遇到她。但與此同時秋川亦開始懷疑免色，為了探聽免色監視她的理由，秋川闖入了他的屋子。
秋川在此之後失去蹤影，而「我」亦為了拯救她而在「騎士團長」的促使下去了一個隱喻世界。從隱喻世界逃出後，主角被困在坑洞裡，之後免色出現才使他得以脫身，而秋川亦在未被發現之情況下逃出免色的房子。在小說最後，「我」再婚了當時已經將近臨盆的前妻，但主角在一年內根本沒有見過其人。

## 登場人物
「我」
本作男主角，36歲，肖像畫家，幽閉恐懼症患者。
有著一眼便可在腦內抓住人臉特徵然後描繪出來的能力（速寫素描），除此之外還可以詳細記住事物的位置關係。
離婚之後離家出走，在東北地方和北海道等地作一個半月的流浪，後來於神奈川縣小田原市近郊山上的雨田具彥工作室安定下來，並在當地的美術教室任教。
柚
「我」的妻子，33歲，是一位在建築事務所工作的二級建築師。
與「我」一起生活近六年後與他離婚，在手續快要完成的時候與另一個男人發生關係，而后懷上了孩子，不过柚本人凭直觉表示孩子“不是第三者的”。
小徑
「我」的妹妹，比主人公小三歲。
患有先天性的心臟疾病，在12歲時去世。
雨田 政彥
「我」在藝術大學就讀時的友人，比主人公大兩歲，單身，在一間廣告代理商任職平面設計師。
在「我」流浪時借出其父親的工作室供其定居，並引薦他到美術教室工作。
雨田 具彥
政彥的父親，著名的日本畫家，92歲，因失智症而入住伊東市的療養院，在其工作室內留有尚未發表，以《唐·喬望尼》為題材的膠彩畫《刺殺騎士團長》。
在二戰前是一位洋畫家，曾在維也納留學但因參與納粹高官暗殺未遂事件而被遣返回國，戰後轉為繪畫膠彩畫。
雨田 繼彥
小具彥三歲的弟弟，政彥的叔父。
夢想成為一位鋼琴家的東京音樂學校（現東京藝術大學音樂學部）學生，20歲時被徵召入軍並被派遣到中國，後來被迫參與南京大屠殺，在復員後自殺。
免色 涉（（めんしき わたる））
住在「我」寄宿的工作室對面豪宅的54歲單身男子，要求他為自己製作一幅肖像畫。滿頭白髮，身高少於170厘米。
在故事開始前經營過一家IT相關的公司，在此期間因為內線交易和逃稅而被判刑，拘留在東京看守所的單人房內約435天後被無罪釋放。目前則通過網路在國內作股票和外匯交易維持收入。
懷疑秋川麻里惠是其女兒，也因此選擇定居於可以看到秋川家的地方。
秋川 麻里惠
13歲，初中生，個性沉默寡言，兒時母親因被大黃蜂刺傷而死。
「我」任教的美術教室的其中一位學生，其家亦在他工作室不遠處的山脊上。
秋川 笙子
麻里惠的姑姑，單身，以前曾在東京任職秘書，現在則與麻里惠同住。
秋川 良信
麻里惠的父親，繼承老家遺產的小田原市一帶的大地主，為在當地擁有多間物業的不動產事業家。
美術教室的女學生
41歲，已婚，育有兩個女兒。
與「我」有著不倫關係，為其女朋友，同時亦是有關免色的謠言的提供者。
「意念」
以《刺殺騎士團長》內描繪的「騎士團長」為形像的實體，身長約為60厘米。
以「諸君」稱呼別人，說話也總帶著特別的和。
「隱喻」
以《刺殺騎士團長》內被「我」稱為「長臉」的人為形像的實體，身長約為70至80厘米。
為誘使正尋找真理惠的「我」到「隱喻通道」的異空間內的元凶。
駕駛白色速霸陸Forester的男子
「我」在流浪時於宮城縣沿岸一個小鎮內的家庭餐廳遇到，開著白色速霸陸Forester的中年男性，曾拒絕自願為他繪畫肖像畫的的「我」。
實際上是一個不明的存在，「我」稱它為「雙重的暗喻」。

## 評價
在英文汇总媒体網站Book Marks上，《刺殺騎士團長》根據22條評論獲得36%的評論家評為「讚不絕口」（Rave），同時亦有14%的評論家評作「猛烈批評」（Panned），其餘的的50%則分別是27%的「正面」（Positive）和23%的「混合」（Mixed）。
在中国大陆主要书评网站豆瓣网上，《刺殺騎士團長》根据14498人评价获得20.8%的五星，44.7%的四星，29.3%的三星，总评分为7.5分。

## 審查
在香港，《刺殺騎士團長》被淫褻物品審裁處歸類為「第二類－不雅物品」。根據分類的規定，出版商不可以將該書給予未滿18歲以下的人士，並且必須在書本的封面和封底加上警告字條。而公共圖書館亦不允許將《刺殺騎士團長》借給18歲以下的人，該書也要在香港書展的書架上移除。現任淫審處審裁員，香港立法會議員何君堯對評級「不感意外」，認為以往已有純文字作品被評為不雅；之前曾擔任小組成員達六年的沙田區議員李子榮指純文字書籍被評為不雅一事非常少見，他說：「除非內容真的十分色情、暴力、意識不良，否則通常是配有圖片的雜誌才會被評為不雅」。而知名作家陶傑則直斥淫審處的決定「極之荒謬」，認為村上春樹作為多屆諾貝爾文學獎的熱門，其作品僅屬文學創作，更反問「難道《金瓶梅》也不應入書展嗎？」。
事件發生後，「香港文學生活館」在Facebook上以Google Forms的方式發起聯署，請願書宣稱淫審處的決定將成為香港極壞的先例，並警告說此舉可能會損害該市出版和文化部門的國際地位。截至2018年7月30日下午3時，聯署共收到近2400名個人以及18個團體的支持，當中包括作家卓韻芝、嶺南大學文化研究系兼任副教授馬國明和浸會大學人文及創作系教授羅貴祥等人。